# Solid (音楽グループ)
Solid（솔리드）は、韓国男性3人組音楽グループである。

## メンバー
- チョン・ジェユン（朝: 정재윤、1972年1月8日（53歳））楽曲制作、ギター、ラップ担当。活動休止後も作曲家やプロデューサーとして活動。台湾のココ・リー、L.A. Boyz (en) 出身のスタンリー・ホァン (en) 、ヒップホップグループMACHI (en) のプロデュース、AZIATIX (en) の制作者としても知られる。
- イ・ジュン（朝: 이준、1972年3月23日（52歳））ラップ担当。活動休止後は米国に戻り、大学卒業後は不動産開発事業に携わっていた。[1]
- キム・ジョハン（朝: 김조한、1973年3月27日（51歳））アトランタ生まれの韓国系アメリカ人。メインボーカル担当。活動休止後はソロ歌手、音楽制作者としても活動。

## 概要
R&Bをベースにしたヒップホップ音楽を韓国の大衆音楽界に普及させたグループとして認識されている。アイドル的なプロモーションと人気だったが、デビュー当時からチョン・ジェユンの作曲曲を中心にしたセルフプロデュースのスタイルを貫いている。
在米韓国人のチョ・ジェユンとイ・ジュン、韓国系アメリカ人のキム・ジョハンがロスアンジェルスの韓国系教会で組んだ音楽グループを015Bのチャン・ホイルが見出し、1993年初頭に自身のプロデュースした正規1集「GIVE ME A CHANCE」で韓国でデビューさせた。しかし当時はソテジワアイドゥルからのヒップホップダンス音楽全盛期だったためにさほど注目されずデビューアルバム活動を終了した。
1995年3月に発売した正規2集「The Magic of 8 Ball」では共同作曲家としてヒットメイカーとして名高いキム・ヒョンソクを迎え入れ、チョン・ジェユンと共同作曲した「 이 밤의 끝을 잡고(この夜の終わりをつかんで)」がヒットし、アルバムは自己初のミリオンセラーとなった。
続く「넌 나의 처음이자 마지막이야(君は僕の最初で最後)」「천생연분(天生縁分)」が収録された正規3集「Light,Camera,Action！ 」(1996年)は彼らの最大のヒットアルバムとなった。
1996年7月にはソウルオリンピック公園内体操競技場で単独コンサートを開催。
しかし1997年に発売した正規4集「SOLIDATE」はマイアミスタイルのヒップホップにコンセプト転換をしたためか、3集ほどの大きなヒットにはつながらず、また当時の所属事務所との確執や休息なく制作してきたことへの疲弊感、学業や兵役問題等で突然の解散を発表。
各々の活動と生活に入りグループとしては長い沈黙を保っていたが、2014年末にMBCの国民的人気バラエティ番組「無限挑戦」の特別企画「土曜日・土曜日は歌手だ！ シーズン1」で再結成するのではないかと報道が先行したが、再結成には至らなかった。
2018年3月22日に21年振りに正規5集「INTO THE LIGHT」を発売。KBSの音楽番組「ユ・ヒヨルのスケッチブック」への出演、ソウルのブルースクエアアイマーケットホールにて3日間の再結成コンサートを開催した。

## ディスコグラフィー
|                | タイトル                   | 発売年 |
| -------------- | -------------------------- | ------ |
| 正規1集        | Give Me A Chance           | 1993年 |
| 正規2集        | The Magic of 8 Ball        | 1995年 |
| 正規3集        | Light,Camera,Action！      | 1996年 |
| ライブアルバム | Solid Live                 | 1996年 |
| 正規4集        | SOLIDATE                   | 1997年 |
| ベストアルバム | Solid To Be Unlimited Sold | 1999年 |
| 正規5集        | INTO THE LIGHT             | 2018年 |

## コンサート
- 1996.7.22〜23釜山KBSホール
- 1996.7.28オリンピック公園体操競技場
- 2018.5.18〜20ブルースクエアアイマーケットホール

### 公式サイト
- Solid Official Site（朝鮮語）
- Solid公式Instagramアカウント Instagram
- Solid公式Twitter
- Youtube: Solid公式チャンネル